# Peaceful Easy Feeling
"Peaceful Easy Feeling"은 Jack Tempchin이 작사하고 이글스가 녹음한 노래이다. 이글스의 데뷔 앨범인 Eagles의 세번째 싱글이다. 이 싱글은 차트 22위에 올라가서 밴드의 가장 인기있는 싱글이 되었다. 글렌 프레이가 리드 보컬, 버니 리던과 랜디 마이즈너가 화음을 넣었다.

## 세션 구성
- 글렌 프레이: 리드 보컬, 어쿠스틱 기타
- 버니 리던: 전자 기타, 화음
- 랜디 마이즈너: 베이스 기타, 백 보컬
- 돈 헨리: 드럼, 타악기